# Livađani
Livađani is een plaats in de gemeente Lipik in de Kroatische provincie Požega-Slavonië. De plaats telt 19 inwoners (2001).